# جان کرنول
جان کرنول (به انگلیسی: John Cornwell) (زاده ۱۹۴۰) روزنامه نگار و نویسنده انگلیسی و فلوی کالج عیسی در کمبریج است. شهرت او به خاطر کتاب‌های فراوانی همچون نوشتن در مورد پاپ، روزنامه نگاری جستجوگرانه، و درک عامیانه از علم و فلسفه است. اخیراً او به موضوع رابطه علم، اخلاق و علوم انسانی روی آورده است.